# Jonah Hex (film)
Jonah Hex – amerykański film sensacyjny z 2010 roku w reżyserii Jimmy’ego Haywarda, powstały na podstawie luźno opartego komiksu wydawnictwa DC Comics pod tym samym tytułem. Wyprodukowana przez Warner Bros. Pictures.

## Fabuła
Dziki Zachód. Jonah Hex (Josh Brolin) jest legendarnym łowcą nagród. Sam jest również ścigany listem gończym. Wojsko składa mu propozycję – wina zostanie mu darowana, jeśli schwyta Quentina Turnbulla (John Malkovich). Właśnie zbiera on armię, chcąc wyzwolić konfederackie Południe...

## Obsada
- Josh Brolin jako Jonah Hex
- John Malkovich jako Quentin Turnbull
- Megan Fox jako Tallulah Black/Lilah
- Michael Fassbender jako Burke
- Michael Shannon jako doktor Cross Williams
- Will Arnett jako porucznik Grass
- Aidan Quinn jako Ulysses S. Grant
- Lance Reddick jako Smith

i inni